# Cinderela Pop
Cinderela Pop, även känd som DJ Cinderella, är en brasiliansk Netflixfilm (kärleksfilm) som hade premiär den 28 februari 2019. Filmen är regisserad av Bruno Garotti och även skriven av honom tillsammans med Flávia Lins e Silva och bland rollerna finns bland annat Maisa Silva, Filipe Bragança och Fernanda Paes Leme.